# Literaturjahr 1664
Liste der Literaturjahre

1660 | Literaturjahr 1664

Weitere Ereignisse
Dieser Artikel behandelt das Literaturjahr 1664.

## Ereignisse
Der Drucker Abraham Lichtenthaler gründet in Sulzbach eine Offizin, in der u. a. eine Reihe von Schriften jüdischer Autoren und Werke in hebräischer Schrift herausgebracht werden.

### Prosa
- Die beiden ersten Contes von La Fontaine, „Joconde“ und „Le Cocu battu et content“ werden in Paris bei Clauce Barbin veröffentlicht.

### Drama

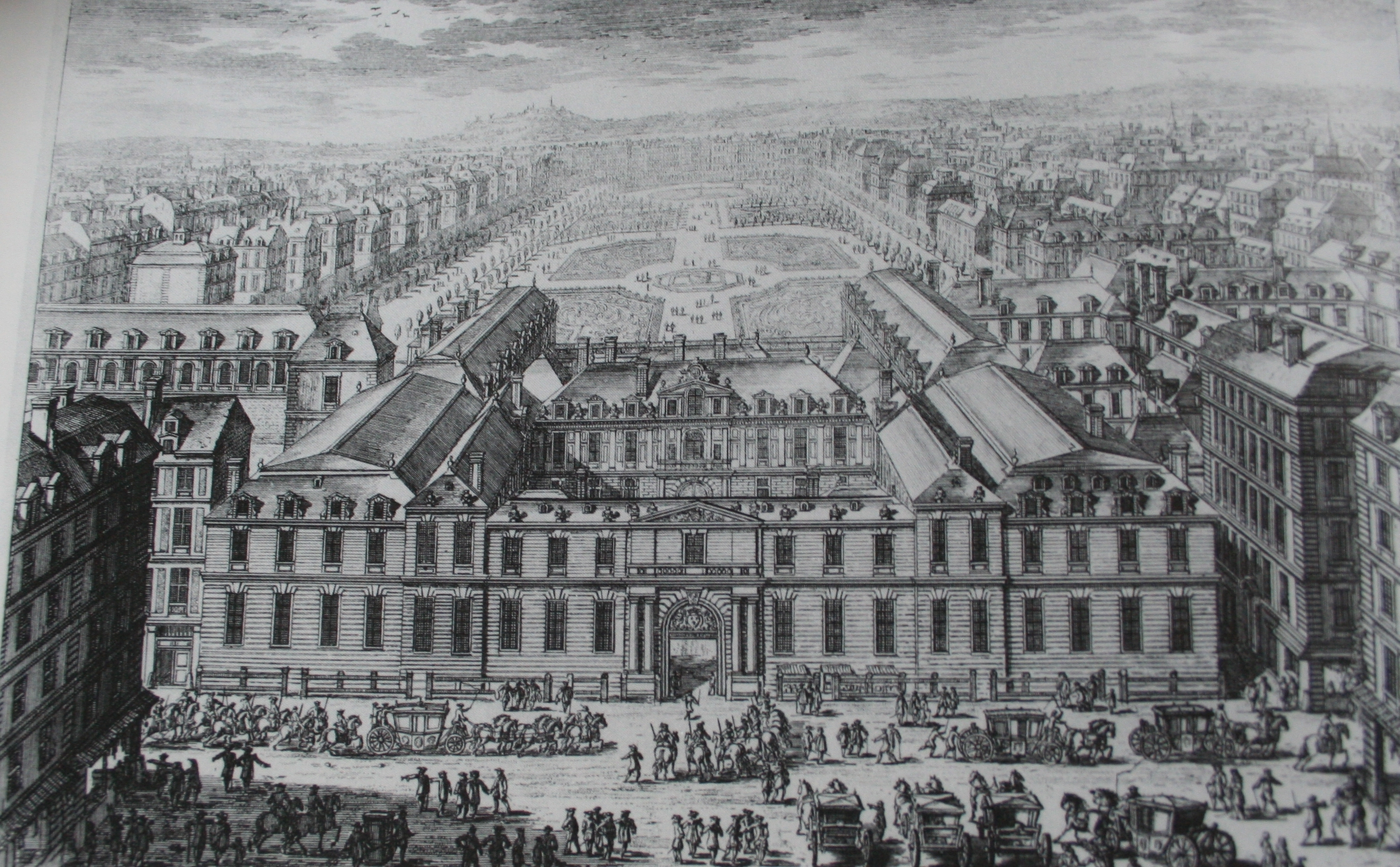
Das Palais Royal unter Ludwig XIV. Das Theater befindet sich rechts vom Eingang

- 29. Januar: Die Zwangsheirat (Le mariage forcé), eine Komödie in Prosa des französischen Dichters Molière, wird als Ballettkomödie mit Musik von Jean-Baptiste Lully in den Gemächern der Königinmutter Anna im Louvre-Palast uraufgeführt. Ludwig XIV. tanzt bei der Uraufführung in einem Zigeunerkostüm. Daneben tanzen weitere Mitglieder der Hocharistokratie, die Rolle der Dorimène übernimmt die Marquise Du Parc. Die öffentliche Erstaufführung findet am 15. Februar im Palais Royal in Paris statt.
- 12. Mai: Tartuffe, eine Komödie in fünf Akten von Molière, hat in Versailles ihre Uraufführung. Diese erste Version löst auf Grund ihrer drastischen und revolutionären Kritik religiösen Heuchlertums einen Skandal aus, der zum Verbot des Stücks führt.
- 20. Juni Premiere von La Thébaïde, ou les frères ennemis, Tragödie in 5 Akten von Jean Racine, im Palais Royal in Paris
- 31. Juli Premiere von Pierre Corneilles Tragödie Othon vor dem Hof Ludwigs XIV. in Fontainebleau

- John Dryden: Les femmes rivales

### Periodika
- Die Gazzetta di Mantova, eine Tageszeitung für die Stadt und die Provinz Mantua wird gegründet. Die Zeitung gilt als eine der ältesten noch bestehenden Tageszeitungen der Welt.

- Die Magdeburgische Zeitung war bis 1939 in Besitz der Familie Faber. Sie erschien ununterbrochen von 1664 bis 1944, als sie mit der NS-Zeitung  „Der Mitteldeutsche - Neues Magdeburger Tageblatt“ zusammengelegt wurde.

### Wissenschaftliche Werke, Essays
- 1664 erscheint die auf 1665 vordatierte erste autorisierte Ausgabe der Maximen und Reflexionen von François de La Rochefoucauld, nachdem bereits 1663 in den Niederlanden ein fehlerhafter Raubdruck nach einer von La Rochefoucauld hergestellten Sammlung seiner Aphorismen, die unter seinen Freunden kursierte, herausgebracht worden war.

- Vierzehn Jahre nach seinem Tod wird René Descartes’ erstes umfassendes Werk unter dem Titel Le Monde  (Die Welt) veröffentlicht. Das bei Michel Bobin und Nicolas LeGras in Paris gedruckte Buch enthält unter dem gemeinsamen Titel Le Monde Descartes Essays Traité de l`homme und Traité de la lumière ou le monde. Descartes hatte das Werk bereits 1633 in großen Teilen fertiggestellt, als er von der Verurteilung Galileis wegen seines Eintretens für das heliozentrische Weltsystem erfuhr. Daraufhin hatte er auf eine Publikation verzichtet. Der Text, der nicht vollständig erhalten ist, stammt aus dem Nachlass.

- Athanasius Kircher: Mundus Subterraneus, 1664.

## Geboren
- 20. Januar: Giovanni Vincenzo Gravina, italienischer Schriftsteller und Jurist, Mitbegründer der Accademia dell’Arcadia († 1718)
- 4. März: Fran Krsto Frankopan, kroatischer Lyriker († 1671)

- 21. Juli: Matthew Prior, englischer Schriftsteller und Diplomat († 1721)
- 16. November: Abraham Alewijn, niederländischer Dramatiker und Dichter von Liedtexten († 1721)

## Gestorben

### Todesdatum gesichert
- 5. Februar: Christen Aagaard, dänischer Dichter (* 1616)
- 11. Februar: Balthasar Venator: Humanist, neulateinischer Dichter und Satiriker (* 1594)

- 16. Juli: Andreas Gryphius, deutscher Dichter (* 1616)
- 17. November: Nicolas Perrot d’Ablancourt, französischer Schriftsteller und Übersetzer (* 1606)
- 18. November: Nikolaus Zrinski, kroatisch-ungarischer Feldherr und Dichter (* 1620)

### Genaues Todesdatum unbekannt
- Silvio Stampiglia: italienischer Dichter und Librettist (* 1725)